# Cotton City
Cotton City è un census-designated place (CDP) degli Stati Uniti d'America della contea di Hidalgo nello Stato del Nuovo Messico. La popolazione era di 388 abitanti al censimento del 2010. La New Mexico State Road 338 passa attraverso la comunità.
La comunità prende il nome dalla sua sgranatrice di cotone (cotton), che serve le aziende di cotone dell'area.

## Geografia fisica
Secondo lo United States Census Bureau, il CDP ha una superficie totale di 66,09 km², dei quali 66,09 km² di territorio e 0 km² di acque interne (0% del totale).

## Società

### Evoluzione demografica
Secondo il censimento del 2010, la popolazione era di 388 abitanti.

### Etnie e minoranze straniere
Secondo il censimento del 2010, la composizione etnica del CDP era formata dal 76,29% di bianchi, lo 0% di afroamericani, l'1,55% di nativi americani, lo 0% di asiatici, lo 0% di oceanici, il 20,1% di altre razze, e il 2,06% di due o più etnie. Ispanici o latinos di qualunque razza erano il 48,45% della popolazione.